# Zyzyura
Zyzyura e monotipski biljni rod iz porodice Asteraceae. Jedina je vrsta Z. mayana, endem iz Belizea.
Vrsta je prvi puta opisana kao Fleischmannia mayana, 2012. godine, a 2013. smještena je u vlastiti rod, te uključena u tribus Eupatorieae. Zasada joj je jedini poznati lokalitet na zapadnim obroncima Victoria Peaka na planinskom vijencu Cockscomb.
- Z. mayana
- Z. mayana